# Geografia del Kenya

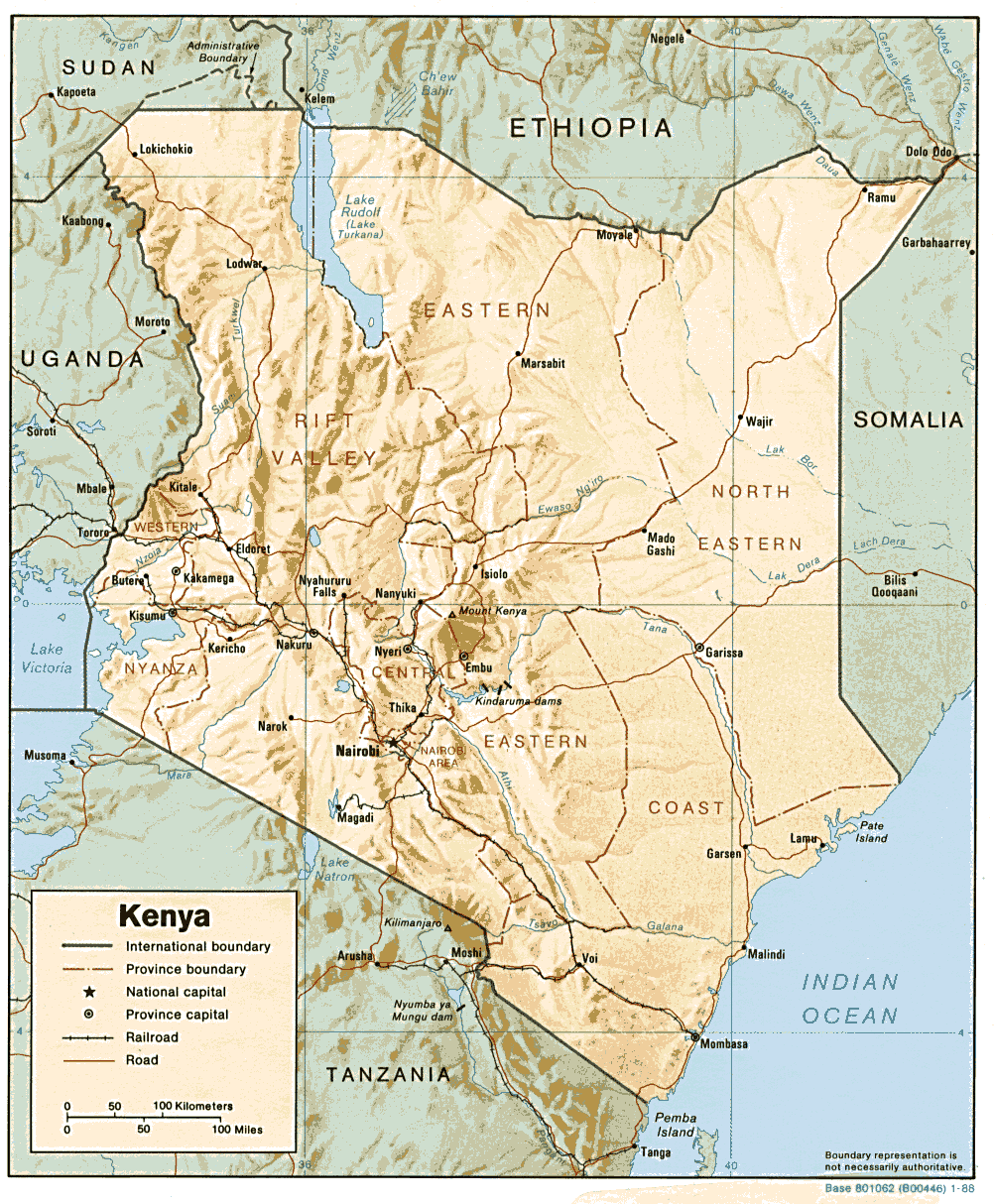
Cartina del Kenya

La geografia del Kenya è alquanto complessa. Il Kenya è un paese dell'Africa Orientale, ed è attraversato dall'equatore. Pur essendo un paese equatoriale, e tropicale, presenta climi molto vari. Nel nord si trovano aree desertiche, e nel centro-sud altopiani, con boschi e savane. Il paese è attraversato da lunghe catene di montagne. Complessivamente, l'elemento morfologico che più caratterizza il Kenya è la Rift Valley, che lo attraversa da nord a sud. Le acque interne presentano laghi di acqua dolce e di acqua salata; numerosi sono anche i soffioni boraciferi e i geyser. Pochi invece i fiumi, di cui solo due hanno una portata e una lunghezza degne di nota. I fiumi principali sono il Tana e il Galana.

## Localizzazione
Il Kenya fa parte dell'Africa orientale. La superficie complessiva è di 582.650 km² (quasi il doppio dell’italia), di cui 13.400 occupati da acque interne. Confina a nord con l'Etiopia (830 km) e il Sudan del Sud (232 km), a sud con la Tanzania (769 km), a ovest con l'Uganda (933 km), a nord-est con la Somalia (682 km). A est è bagnato dall'oceano Indiano lungo una linea costiera di 536 km.

## Morfologia
La costa del Kenya, lungo l'Oceano Indiano, è lunga 536 km ed ha un andamento sud-ovest – nord-est. La costa è ricca di barriere coralline – notevoli quelle di Malindi, Watamu e di Shimo la Tewa – e di spiagge sabbiose, a sud. Si trovano inoltre l'arcipelago di Lamu, al nord, e altre isole al confine con la Tanzania . 
I fiumi principali sono:Tana e Galana si gettano nell'oceano a nord di Malindi. Lungo le rive si trovano foreste con un ricco patrimonio biologico. La fascia costiera è formata da terreni autoctoni, con forti presenze di antiche barriere coralline, e con una pendenza regolare che si innalza verso l'interno. Dalla costa si sale velocemente verso l'altopiano di Yatta, che in qualche modo separa i bassopiani del nord dalla regione dello Tsavo. Lo Tsavo è una grande pianura semidesertica, attraversata da colline e montagne monolitiche, che si porta sino ai piedi del Kilimanjaro, la più alta montagna africana (che ha però la cima in Tanzania). A nord dell'altipiano di Yatta si trovano i deserti che confluiscono nella regione somala.
A nord-ovest dello Tsavo iniziano gli altipiani centrali. A nord quello che culmina con il Monte Kenya, seconda cima africana, e a sud con le vaste savane e praterie abitate dai masai. Questi altipiani hanno un'altezza variabile dagli 800 ai 3000 metri, con una media sopra i 1600 metri. A nord del Monte Kenya, gli altipiani discendono velocemente verso una zona semi-desertica che presenta però notevoli catene montuose. Importante il Monte Marsabit.
Lungo tutta la Rift Valley si trovano catene montuose. Le più importanti sono quelle del Mau, degli Elgeyo-Kaputiei, e quelle del Baringo.

## Rilievi montuosi
Alcune tra le più alte montagne dell'Africa sono situate all'interno del Kenya o a ridosso dei suoi confini. Tra questi sono il Monte Kenya, il Monte Elgon, i Monti Aberdare e il massiccio del Kilimanjaro, la cui vetta si trova in Tanzania. Oltre a questi si segnala il monte Homa formatosi dalla lava carbonatite.

## Idrografia
Oltre all'oceano lungo tutta la costa, il Kenya controlla un piccolo spicchio di Lago Vittoria, il più grande lago africano. Altre acque interne d'importanza sono i laghi lungo la Rift Valley, quasi tutti salati (Magadi, Elementeita, Nakuru) e spesso interessati da fenomeni quali i geyser (Bogoria). L'emissione di vapori sotto forte pressione è comune in molte zone del Rift. Notevole è la presenza di soffioni nell'area di Ol Karia dove una centrale termica sfrutta il vapore per la produzione di energia elettrica. Importante il Lago Turkana, un lago d'acqua dolce alimentato dal fiume Omo, proveniente dagli altipiani etiopici.
Gli unici due fiumi di una certa importanza sono il Tana e il Galana. Il Tana nasce dal bacino lungo i fianchi del Monte Kenya e dell'altipiano che lo circonda. Prosegue verso nord, per piegare decisamente a sud e raggiungere la costa. Il Galana nasce come un piccolo ruscello dalle Colline Ngong, poco a sud di Nairobi e percorre tutto il limite nord della pianura Kaputiei. Qui è chiamato Mbagathi dai masai. Dopo aver ricevuto l'acqua da vari altri corsi di piccole dimensioni, esce dal Parco Nazionale di Nairobi ed è conosciuto con il nome di Athi. Segue verso nord e forma le cascate di Forteen Falls vicino a Thika. Da qui si volge a sud est, rasentando tutto il costone dell'altopiano di Yatta dove riceve le acque dello Tsavo e forma le rapide di Luggard. Continua la sua corsa sino a buttarsi nell'oceano poco a nord di Malindi.

## Clima
Lungo la costa si ha un clima tropicale, fortemente interessato dai monsoni.
All'interno, sotto i 1000 m, si ha un clima caldo con condizioni di aridità e alcuni sottoclimi desertici. Sopra i 1000 metri il clima si fa temperato, continentale e persino alpino sui monti più alti.
La capitale, Nairobi, presenta un clima temperato – raramente la temperatura sale sopra i 30 gradi – e freddo durante il breve inverno (giugno/luglio).